# Jean-Baptiste Michel Vallin de La Mothe
Jean-Baptiste Michel Vallin de La Mothe (Angoulême, 1729 – Angoulême, 7 maggio 1800) è stato un architetto francese.

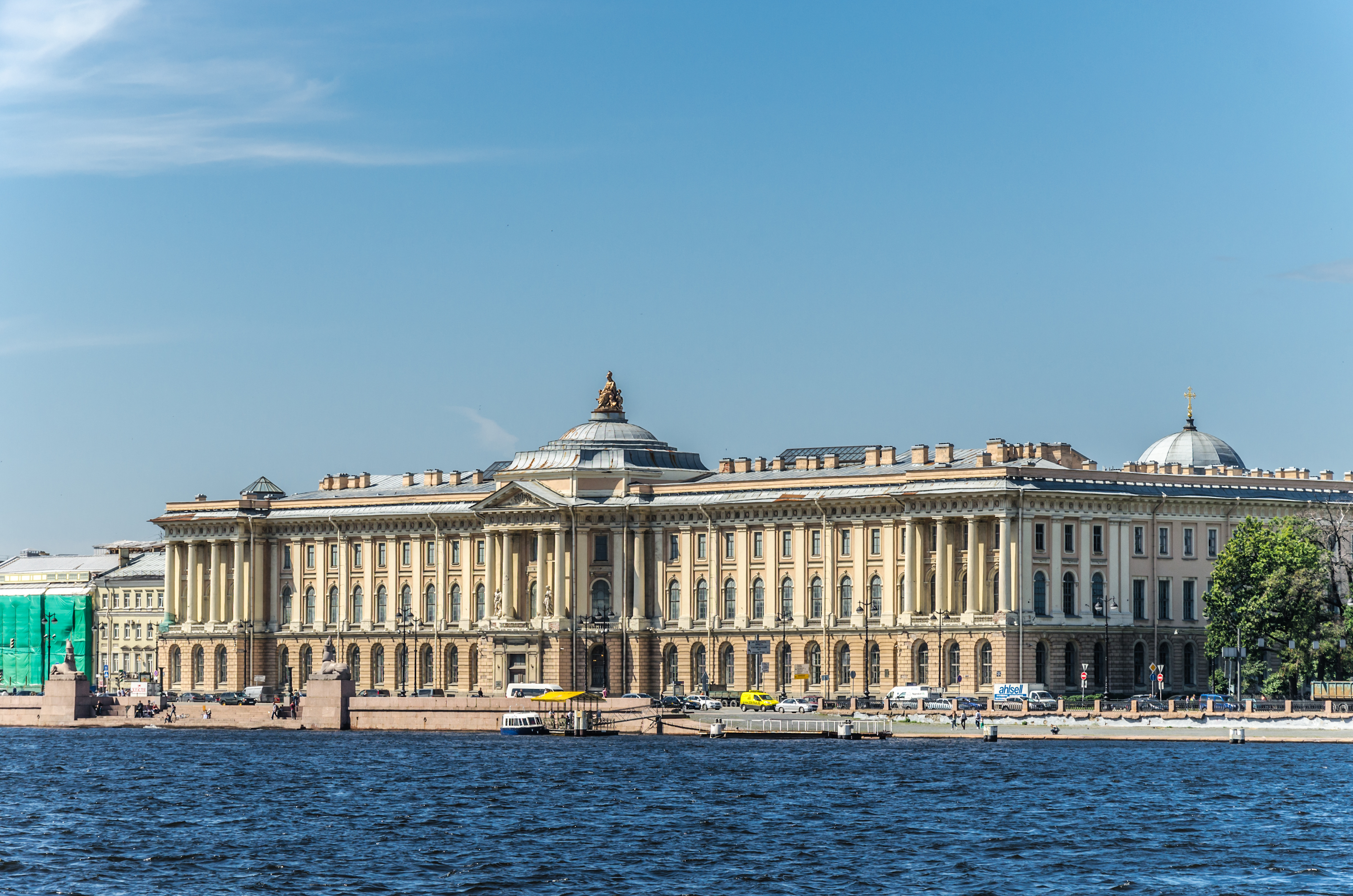
Accademia Russa delle Belle Arti a San Pietroburgo.

Fu coautore del progetto per l'Accademia Russa di Belle Arti e del Palazzo d'Inverno a San Pietroburgo.

## Voci correlate

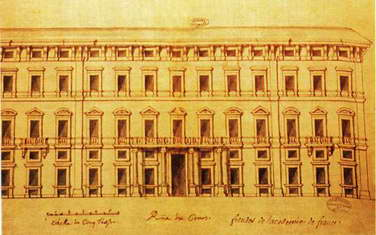
Palazzo Mancini, figura architetto Vallin de La Mothe, 1752.